# Ragnar Forbech
Ragnar Forbech (23 juli 1894 in Kristiania, het huidige Oslo — 28 december 1975 in Oslo) was een Noors theoloog en priester in de toenmalige  lutherse  Noorse staatskerk. Na het behalen van een graad in de theologie werd hij in 1919 kapelaan in de vesting Fredrikstad.  Hij eindigde zijn loopbaan in de kerk als kapelaan van de Dom van Oslo waar hij van 1947 tot 1964 was aangesteld.
Als jong priester in een industriegebied raakte Forbech onder de indruk van de enigszins armoedige omstandigheden waaronder velen daar leefden. Hij raakte sterk betrokken bij maatschappelijke vraagstukken. Zijn werk in Fredrikstad maakte Forbech een vurig pleitbezorger van de kleine christelijke gemeenschap, iets dat hij in zijn pastorale werk uitdroeg. Fornech was van mening dat de christelijke idealen van liefde en gerechtigheid ook deel van het sociale en politieke leven moesten uitmaken. Als alternatief voor het atheïstische marxisme zou het christelijk geloof tot een nieuwe en betere samenleving kunnen leiden. Forbech  voelde zich verbonden met de arbeidersbeweging, maar werd nooit lid van de Noorse Arbeiderspartij. Desondanks was hij actief in de lokale politiek. Hij was "apolitiek" lid van de gemeenteraad van Fredrikstad en werd daar tot voorzitter gekozen.
In de jaren 30 was hij aanhanger van de Britse "Oxford Group", een christelijke beweging voor morele en spirituele herbewapening. 
Ragnar Forbech was bekend als voorstander van pacifisme en tegenstander van kernwapens. Hij was voorzitter van de christelijke vredesbeweging in zijn land. Hij nam deel aan de communistisch beïnvloede vredescongressen en maakte een aantal reizen naar communistische landen in Europa, naar de Sovjet-Unie en naar China. In 1955 ontving hij de Stalin Vredesprijs. Het accepteren van deze prijs kwam hem op veel kritiek in de kerk, maar ook daarbuiten, te staan. 
In 1967 publiceerde hij een boek "Prest på allfarvei – og utenfor" (Priester op gebaande en ongebaande wegen).
- Bibsys: 90597443
- Virtual International Authority File: 217149066421565601127